# Seo Dong-won (calciatore 1975)
Seo Dong-won (서동원?, 徐東源?; Seul, 14 agosto 1975) è un ex calciatore sudcoreano, di ruolo centrocampista.